# 7つの贈り物
『7つの贈り物』（原題: Seven Pounds）は、2008年にアメリカ合衆国で製作・公開された映画。監督はガブリエレ・ムッチーノ。ウィル・スミス演じる主人公は、7人の人生を変えようとする。ロザリオ・ドーソン、ウディ・ハレルソンそしてバリー・ペッパーも出演。アメリカ合衆国とカナダでは2008年12月19日、日本では2009年2月21日に公開された。
日本公開時のキャッチコピーは「あなたなら、受け取れますか？」。

## ストーリー
トーマス（ウィル・スミス）は運転中に携帯電話に気をとられ、事故を起こす。その事故で見知らぬ6人と婚約者のサラ・ジェンソン（ロビン・リー）を死なせてしまった。
事故の翌年、トーマスは航空学エンジニアの仕事をやめ、アメリカ合衆国内国歳入庁で働く弟のベン（マイケル・イーリー）のドナー（臓器提供者）となって肺を提供する。さらに6ヶ月後、彼は自分の肝臓をチャイルド・サービスで働くホリー（ジュディアン・エルダー）に提供する。その後も、トーマスは臓器提供を受けるに値する良い人を探し続ける。そしてジュニア・ホッケー・チームのコーチをするジョージ（ビル・スミトロヴィッチ）に腎臓を提供し、男の子のニコラス（クインティン・ケリー）には骨髄を提供する。
トーマスはホリーに「助けが必要なのに求めない人はいないか？」とたずねる。ホリーは同居する男から日々DVを受けているコニー・テポス（エルピディア・カリーロ）を紹介する。トーマスはコニーと2人の子供を海岸沿いにある自分の豪邸によび、家の鍵をあげる。そして、彼はペットのハブクラゲと一緒にモーテルに引っ越すのだった。
トーマスは弟の資格証明書を盗んで、弟の名前であるベンと名乗り、歳入庁のデーターベースを利用してドナーから提供を受けるにふさわしい最後の2人を探す。1人目は盲目でピアノも弾く肉のセールスマンのエズラ・ターナー（ウディ・ハレルソン）。トーマスはエズラ・ターナーの性格を調べるために電話し、目の見えないことを侮辱してわざと怒らせようとするが、エズラは怒るどころか穏やかだった。またエズラ自身の生活も堅実なものであり、トーマスはエズラの人柄を認め、ドナーとして臓器を提供しようと決める。
次にトーマスは、心臓病をもち、グリーティング・カードの印刷業を営むエミリー・ポサ（ロザリオ・ドーソン）と会う。トーマスは彼女と過ごしている間に庭の草刈りをしたり、草原にエミリーの飼っている犬を連れてデートをしたり、壊れてしまった印刷機を直したりする。そうしている内に互いに惹かれ合って恋が芽生え、ドナーとなって心臓を提供しようと決める。
弟のベンが自分のアメリカ合衆国内国歳入庁のIDカードを取り返しに、エミリーの家へやって来る。トーマスはカードを返し、車の中で待つと言う弟を残して家に入るが、裏から逃げ出す。そして常宿のモーテルに帰り、救急へ電話して「この部屋に自殺者がいる」と通報したうえ、氷水を入れた浴槽に毒を持つクラゲとともに沈み、自ら脳死状態になろうとするのだった。

## キャスト
※括弧内は日本語吹替
- トーマス - ウィル・スミス（山野井仁）

航空学エンジニア。
- エミリー・ポサ - ロザリオ・ドーソン（本田貴子）

グリーティング・カードの印刷業を営む女性。
- エズラ・ターナー - ウディ・ハレルソン（井上倫宏）

肉のセールスマン。
- ベン - マイケル・イーリー（伊藤健太郎）

トーマスの弟。
- ダン - バリー・ペッパー（後藤敦）
- コニー・テポス - エルピディア・カリロ（杉村理加）
- サラ・ジェンソン - ロビン・リー（東條加那子）

トーマスの婚約者。
- ラリー - ジョセフ・ヌネズ（桜井敏治）
- ジョージ - ビル・スミトロヴィッチ（向井修）

ジュニア・ホッケー・チームのコーチ。
- ホリー - ジュディアン・エルダー

チャイルド・サービスで働く女性。
- ニコラス - クインティン・ケリー

男の子。
- ケイト - オクタヴィア・スペンサー

## 製作
『7つの贈り物』はコロンビア ピクチャーズの下、グラント・ニーポートが書いた脚本を基に製作された。2007年9月にガブリエレ・ムッチーノ監督は、同じくウィル・スミス主演の2006年の映画『幸せのちから』のスタッフで製作することを決めた。